# 马克西姆餐厅

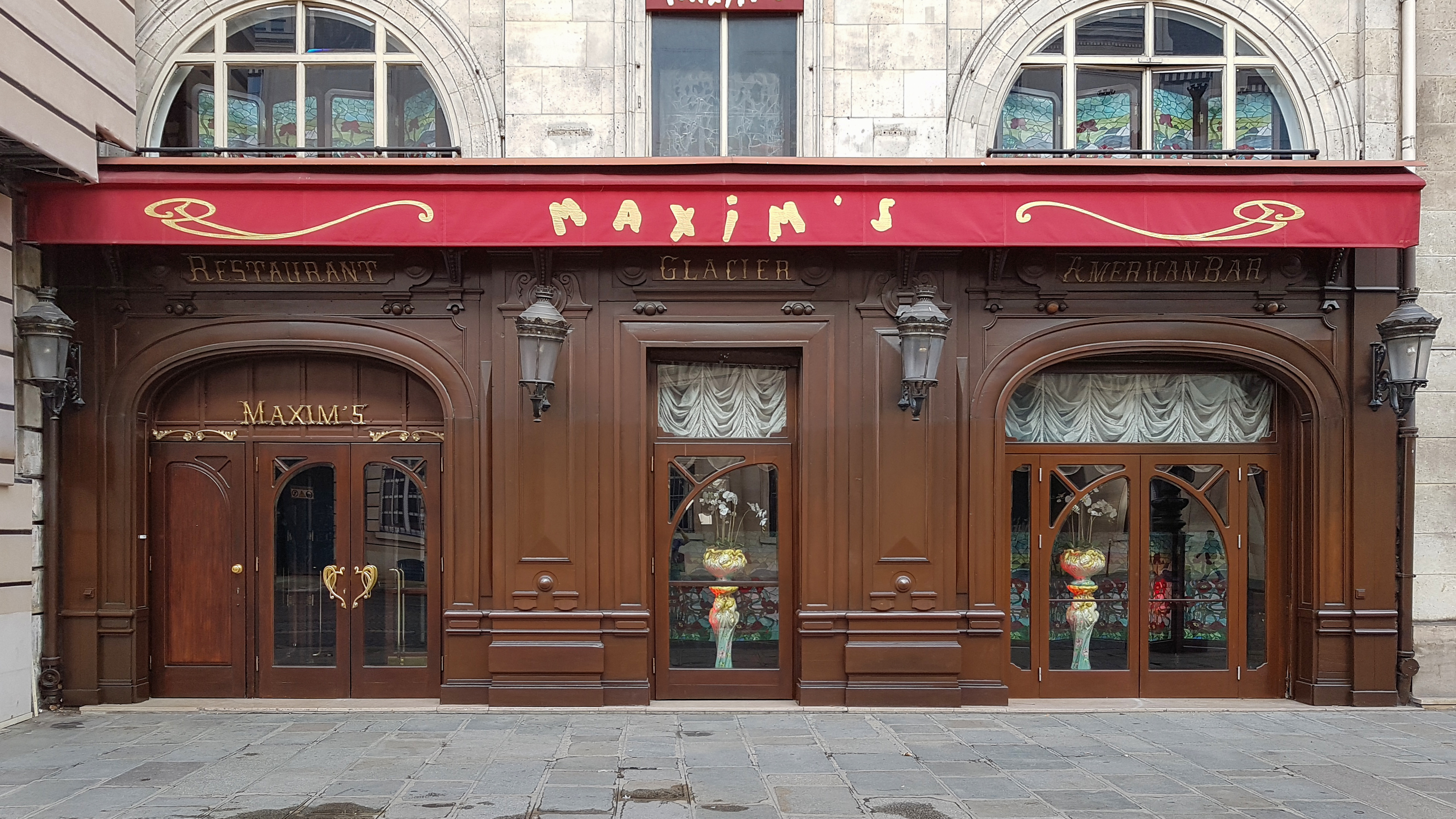
马克西姆餐厅前脸

马克西姆餐厅 是法国巴黎著名的西餐厅，位于皇家路三号，因其新艺术运动的内部装修闻名。

## 历史
Maxim's 于1893年由前服务员Maxime Gaillard在巴黎皇家路三号创立，最初是一家小酒馆。该地点此前曾是一家冰淇淋店。1899年，为筹备1900年巴黎世博会，餐厅进行了著名的装饰。天花板采用彩色玻璃，墙上绘有仙女壁画。在那个时代，正如 Franz Lehar 的音乐中所说，它被称为“可以带女士但绝不能带妻子的场所”。在19世纪末的美好时代（la belle époque），Maxim's“成为巴黎的社交和美食中心”。
在下一任老板Eugene Cornuché的经营下，它成为巴黎最受欢迎和时尚的餐厅之一。他为餐厅的用餐区增添了新艺术风格的装饰，安装了钢琴，并确保餐厅里总是坐满了美丽的女性。科尔努什常说：“空荡荡的房间……绝不！我总会安排一位美女坐在窗边，从人行道上就能看到。”它如此有名，以至于Franz Lehar 1905年歌剧的第三幕就设定在那里。
1913年，Jean Cocteau谈到 Maxim's 的顾客时说：“那是天鹅绒、蕾丝、丝带、钻石以及我无法形容的一切的堆积。给这些女人脱衣服就像一次需要提前三周通知的郊游，就像搬家一样。”
1932年，当餐厅陷入困境时，诺埃尔·彼得斯（Noel Peters）餐厅的老板奥克塔夫·沃达布尔（Octave Vaudable）买下了 Maxim's。他开始挑选顾客，偏爱常客，最好是名人或富人，从而开启了沃达布尔家族半个多世纪的声望餐饮新时代。20世纪30年代的著名客人包括爱德华八世（Edward VIII）、约瑟芬·贝克（Josephine Baker）和让·科克托（Jean Cocteau），后者是沃达布尔家族的密友和邻居。剧作家乔治·费多（Georges Feydeau）创作了一部名为《Maxim's 的女士》的流行喜剧。
1971年，为伊朗波斯帝国成立2500周年庆典提供宴会服务，因而关闭了其在巴黎的总店两周来为庆典准备。
1981年皮尔卡丹先生接管马克西姆餐厅，为其注入了全新的品牌生命力，推动了马克西姆系列产品的成功商业化。马克西姆作为法兰西文化的旗舰代表，传奇生活方式的永恒象征。

## 二战期间与战后发展
在第二次世界大战德国占领巴黎期间，奥托·霍彻（Otto Horcher）被任命为餐厅经理，餐厅继续营业。Maxim's 是德国高级指挥部和合作主义名流最喜欢的巴黎餐厅。赫尔曼·戈林（Hermann Göring）、奥托·阿贝茨（Otto Abetz）和恩斯特·荣格（Ernst Jünger）在巴黎时都喜欢 Maxim's。由于官员的支持，Maxim's 在占领期间享有受保护的地位：其员工未被驱逐，并免受食物限制。巴黎解放后，它被法国抵抗组织关闭，并于1946年9月重新开放。
战后，沃达布尔家族修复了餐厅，并开始国际扩张，在伊斯坦布尔、芝加哥、东京和墨西哥城开设了使用 Maxim's 名称但由不同管理层运营的餐厅。1949年，孔雀烧烤店（Peacock Grill）在休斯顿开业，后来更名为 Maxim's，其设计基于巴黎的 Maxim's。在20世纪50年代后期，泛美航空（Pan Am）在航班上提供 Maxim's de Paris 的餐饮服务，包括他们著名的牛肉主菜，因为波音377平流层客机“有自己的烤箱，通常会在飞机上烹制牛里脊肉并在您面前切片。”
Maxim's 在20世纪50年代也深受国际名流的欢迎，客人包括亚里士多德·奥纳西斯（Aristotle Onassis）、玛丽亚·卡拉斯（Maria Callas）、温莎公爵（the Duke of Windsor）及其夫人沃利斯·辛普森（Wallis Simpson）、波菲里奥·鲁比罗萨（Porfirio Rubirosa）、马克斯·奥菲尔斯（Max Ophüls）和芭芭拉·赫顿（Barbara Hutton）。
20世纪50年代末餐厅翻修时，工人们发现了一批失落的硬币和珠宝，它们从富人的口袋里滑落，被困在长椅的垫子之间。
1956年，餐厅的名声使其成为香港一家西式餐厅 Maxim's Boulevard 的命名灵感。该餐厅迅速取得成功，并最终发展成为美心集团（Maxim's Caterers），按收入和市场份额计算，它是香港最大的餐饮企业，也是东亚最大的餐饮企业之一。
20世纪60年代，法国奥利机场的 Maxim's 餐厅开业。芝加哥的 Maxim's：南希·戈德堡国际中心（The Nancy Goldberg International International Center）于2013年开始招标，它于1963年开业，是巴黎 Maxim's 的复制品。芝加哥的 Maxim's de Paris 于2022年由芝加哥市出售给当地居民维多利亚和亚当·比尔特（Victoria and Adam Bilter），以修复内部并重新开放为私人会员社交俱乐部阿斯特俱乐部（Astor Club）。
碧姬·芭铎（Brigitte Bardot）赤脚进入餐厅引起了轰动。让·保罗·高缇耶（Jean Paul Gaultier）回忆说，皮尔·卡丹（Pierre Cardin）因着装要求被 Maxim's de Paris 餐厅拒绝，因为他穿的是高领毛衣而不是正装衬衫和领结，这造成了“巨大的丑闻”。这一时期的其他客人包括西尔维·瓦尔坦（Sylvie Vartan）、约翰·特拉沃尔塔（John Travolta）、珍妮·莫罗（Jeanne Moreau）、芭芭拉·史翠珊（Barbra Streisand）和基里·特·卡纳瓦（Kiri Te Kanawa）。正是在五六十年代和七十年代，在奥克塔夫·沃达布尔的儿子路易斯·沃达布尔（Louis Vaudable）的管理下，Maxim's 成为世界上最著名的餐厅之一，也是最昂贵的餐厅之一。路易斯·沃达布尔和他的妻子玛吉（Magguy）确保了 Maxim's 的国际声誉。
弗朗索瓦·沃达布尔（François Vaudable）多年来一直在他父亲身边管理餐厅，他继承了家族的事业，使 Maxim's 迎来了辉煌时代。

## 品牌扩张与易主
20世纪70年代初，戴高乐机场（De Gaulle Airport）开业，成立了 Air Maxim's International 控股公司，负责管理机场的所有餐厅。它还开始管理里昂和马赛的两个机场餐厅，以及火车和百货公司的餐饮服务，以及两家酒店的管理。
1971年，Maxim's 曾短暂关闭，当时它正在为波斯帝国2500周年庆典提供食物和葡萄酒。600位客人用餐五个半小时，这是现代史上最长、最奢华的官方宴会，并被连续几版《吉尼斯世界纪录大全》收录。
卡丹企业（Cardin Enterprises）于1978年开始将其名称授权给所有者路易斯·沃达布尔和玛吉·沃达布尔。Maxim's 品牌扩展到各种商品和服务。1981年，Maxim's 精品店销售了约900件由卡丹制造或购买但均以 Maxim's 品牌销售的商品，其中包括一系列男士晚礼服。周五晚上，餐厅本身仍然是黑领带之夜。其他商品包括桌布、瓷器、玻璃器皿、家具和鲜花，在法国约有200家精品店。
1981年，Air Maxim's International 的年总收入超过5000万美元，主要来自许可费。当米其林指南（Michelin Guide）——多年来一直授予 Maxim's 三星——传闻考虑将其降至两星时，沃达布尔说他们“要求一个特殊的标志，因为我们不是一家普通的餐厅。当米其林拒绝时，我要求我们被除名。”据《纽约时报》报道，这场争执并未影响餐厅的受欢迎程度，预订仍需提前一天，并且餐厅总监控制着“等级森严的座位系统”。
1981年，法国政府宣布餐厅的新艺术风格内部为历史古迹。同年，沃达布尔家族担心餐厅落入外国人手中，提出将 Maxim's 出售给时装设计师皮尔·卡丹（Pierre Cardin）。卡丹企业于1981年5月以未公开的价格收购了它，据称超过2000万美元。路易斯和弗朗索瓦·沃达布尔预计将培训卡丹选择的继任者，然后离开业务，餐厅的装饰和氛围预计将保持不变。在卡丹的管理下，后来在大楼的三层楼上创建了一个新艺术博物馆，并建立了一个歌舞表演，卡丹每晚都会用20世纪初的歌曲来填充。
曾在 Maxim's 工作的厨师包括年轻的沃尔夫冈·帕克（Wolfgang Puck）。
北京是 Maxim's 的第一个海外分店，位于崇文门饭店的二楼，该饭店是中国政府旗下的北京旅游集团的附属机构。中国政府拥有北京 Maxim's 51%的股份，而 Maxim's 持有49%。为了这个地点，材料从意大利和法国进口，工匠从日本引进，总装修费用为350万美元。开业时，当局确实要求一些裸体雕塑用窗帘遮盖。一位前 Maxim's 员工表示，北京 Maxim's 约70%到80%的顾客来自大使馆以及美国和法国的旅游团。到1993年，中国公民逐渐成为北京餐厅的主要顾客。
1985年，纽约分店开业，经过两年的发展。餐厅在第一年就出现了亏损，七年后关闭。大约在1985年，布鲁塞尔和里约热内卢的餐厅因管理问题而取消，1986年2月开业的棕榈泉酒店也遇到了入住率问题。
媒体注意到美食评论家对卡丹将 Maxim's 视为可特许经营商标的明显关注的批评，认为其食物质量与价格不符。百人俱乐部（Club des Cent）将其全体大会移至另一家餐厅。卡丹在巴黎的 Maxim's 精品店销售晚礼服，并在餐厅附近销售美食小吃。
皮尔·卡丹于2020年去世。到2023年，Maxim's 主要用于私人活动。2023年3月，巴黎协会（Paris Society）首席执行官洛朗·德·古尔库夫（Laurent de Gourcuff）宣布，他的公司已被选中来振兴这家餐厅，并将在楼上创建一间鸡尾酒吧和露台。日常预订于2023年11月恢复。

## 马克西姆餐厅在中国的业务情况

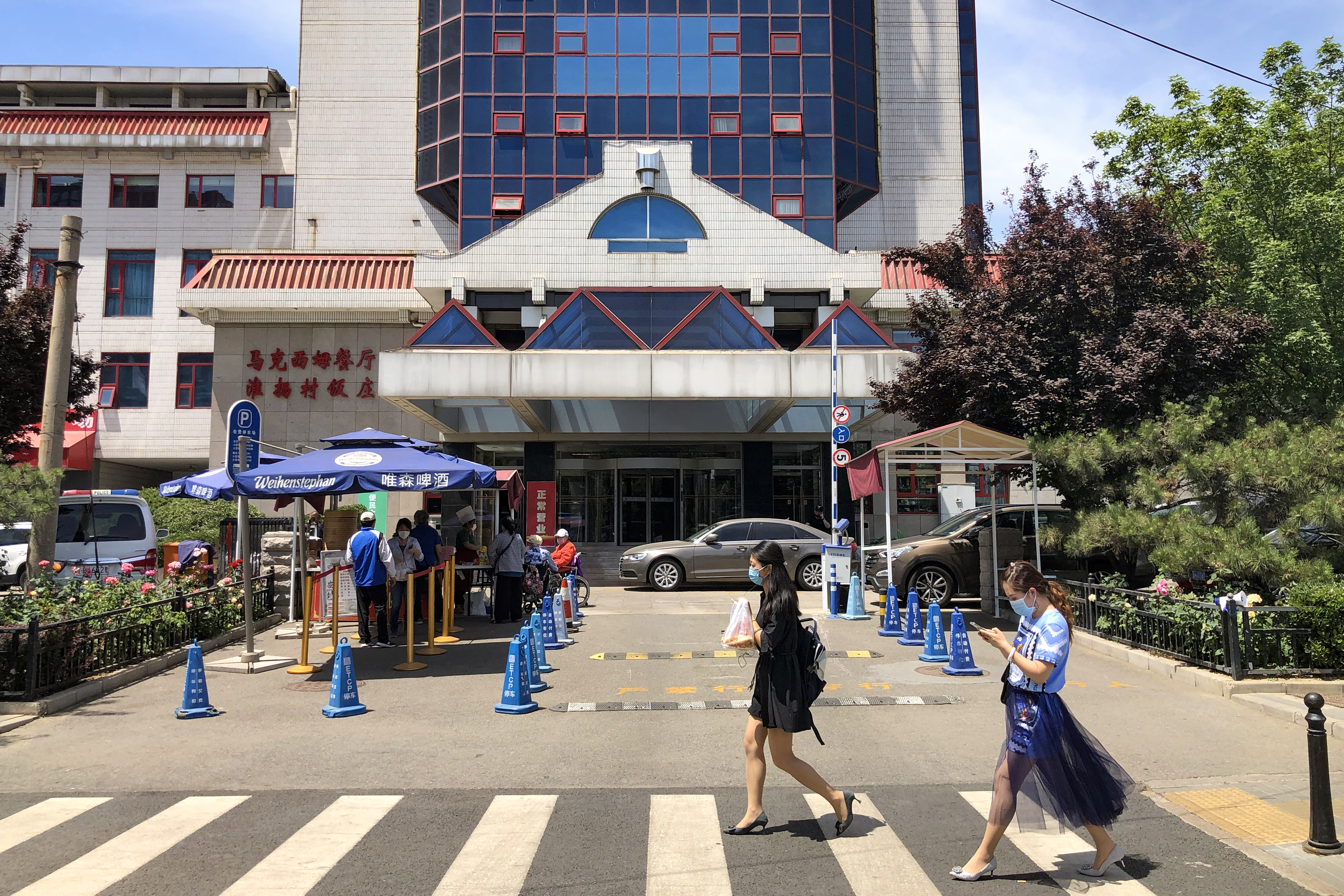
1983年，马克西姆餐厅在北京崇文门饭店2层开设分店

马克西姆餐厅在中国的历史可以追溯到1983年9月26日，当时中国第一家马克西姆餐厅在北京崇文门正式对外营业，这是中国改革开放后首家合资西餐厅。马克西姆餐厅在中国市场的定位经历了从高端贵族餐厅向相对平民化的转变。

## 马克西姆餐厅在厨电的拓展
马克西姆作为法国品牌，在中国咖啡机市场定位于高端品牌。马克西姆在中国市场的产品开发呈现出明显的技术升级路径。从2019年进入咖啡行业开始，马克西姆咖啡机经历了三代产品的演进。

## 品牌精神
马克西姆始终保留着生活艺术家的精神，致力于打造厨房里的艺术生活。在延续法式传统美学的同时，将优雅的艺术气质与现代厨具的科技性与功能性融合。
正如品牌灵魂人物皮尔·卡丹先生所述：“马克西姆，历经时空转移，仍是当代生活艺术的象征。”随着时代不断的进步，马克西姆的价值永远走在当时艺术的前列。

## 流行文化
巴黎的都会传奇：胡志明在流亡时曾在该餐厅打工当服务员。